# 종속영양생물
종속영양생물(從屬營養生物, 영어: heterotroph)은 생육에 필요한 탄소를 얻기 위해 유기화합물을 이용하는 생물을 말한다. 생물 연쇄에서의 소비자 또는 분해자이다. 독립영양생물의 반대 개념이다.
동물과 균류의 모두, 그리고 대부분의 세균이 종속영양생물이다. 식물은 일반적으로 독립영양생물이지만, 기생식물 및 부생 식물은 완전 또는 부분적으로 종속영양에서 변화한 것이다. 식충식물은 생육에 필요한 질소를 벌레로부터 얻지만, 탄소를 이산화탄소로부터 얻고 있으므로 독립영양이라고 할 수 있다. 종속영양생물은 무기화합물로부터 탄소를 얻을 수 없기 때문에, 다른 생물로부터 유기화합물을 얻지 않으면 안 된다.
종속영양생물은 아래와 같이 2종류로 나눌 수 있다.
- 광합성 종속영양생물(photoheterotroph)：빛으로부터 에너지를 얻고, 탄소는 유기 화합물의 형태로 얻는다. 홍색비유황세균, 녹색비유황세균 등.
- 화학합성 종속영양생물(chemoheterotroph)：에너지도 탄소도 유기 화합물로부터 얻는다. 대부분의 종속영양생물.